# Shin Sang-ok
Shin Sang-ok, född 18 oktober 1926 i Seishin i Generalguvernementet Korea, död 11 april 2006 i Seoul i Sydkorea, var en framstående sydkoreansk filmregissör och filmproducent. Han är mest känd för att ha blivit kidnappad 1978 av Nordkoreas diktator Kim Jong-Il, som behövde hjälp med att producera högkvalitativa nordkoreanska filmer. Shin Sang-ok regisserade sju filmer i Nordkorea med Kim Jong-Il som producent, varav den mest kända är den Godzilla-inspirerade monsterfilmen Pulgasari. Efter åtta år i Nordkorea lyckades Shin fly till USA via Österrike. 1986-1994 arbetade Shin i USA under pseudonymen Simon Sheen. Efter att ha regisserat tre filmer i USA flyttade han tillbaka till moderlandet Sydkorea, där han avled 2006. Samma år tilldelades han Gold Crown Cultural Medal postumt av Sydkoreas president Roh Moo-hyun, landets förnämsta utmärkelse för konstnärliga insatser.